# Кирилл II (патриарх Иерусалимский)
Патриа́рх Кири́лл ІІ (греч. Πατριάρχης Kύριλλος B΄ в миру Константи́нос Критико́с, греч. Κωνσταντίνος Κρητικού; 1795, Хора, Самос, Османская империя — 18 августа 1877, Константинополь) — епископ Иерусалимской православной церкви; с 1845 по 1872 годы — патриарх Иерусалимский и всей Палестины.

## Биография
Родился в 1795 году в Хоре на острове Самосе, в благочестивой семье Николая и Ирины Критикос.
В 14 лет архиепископом Самосским Даниилом поставлен во чтеца, а в 1816 году пострижен в монашество и рукоположён в сан иеродиакона в Крестовоздвиженском монастыре архиепископом Самосским (Аграфиотисом). В 1818 году рукоположён в сан пресвитера митрополитом Стагонским Амвросием, который был изгнан турками со своей кафедры.
В 1820 году едет в Стамбул, встречается с Патриархом Иерусалимским Поликарпом, от которого он получил разрешение присоединиться к Братству Святого Гроба Господня. В том же году уезжает в Иерусалим, где был возведён в сан архимандрита.
В 1828 году был избран и хиротонисан во епископа с возведением в сан архиепископа Севастийского.
С 1838 года — архиепископ Лидский.
28 марта 1845 года избран Патриархом Иерусалимским.
Поддерживал добрые отношения с Русской духовной миссией в Иерусалиме.
Патриарх Кирилл открыл в 1853 году богословскую школу Святого Креста, в которой учились многие будущие архиереи как Иерусалимской, так и других православных Церквей.
Имел благосклонное отношение к болгарам. Он поддержал архимандрита Павла Божигробского и назначил его главным представителем иерусалимских таксидиотов в Салониках в 1850—1866 годы.
Впервые изложил свой взгляд по поводу болгарского церковного вопроса в письме к Константинопольскому Патриарху Григорию VI от 24 января 1869 года по поводу послания последнего от 16 декабря 1868 года о созыве Вселенского собора.
В 1871 году обратился к российским кавалерам ордена Святого Георгия с просьбой помочь восстановить Георгиевскую церковь. Российское правительство по повелению Александра II выделило 3000 рублей, и 3 ноября (16 ноября н. с.) 1872 года новый храм был освящён. А в Православной Церкви был учреждён новый праздник - Обновление храма святого Георгия в Лидде.
Вместе с Александрийским и Антиохийским прибыл на созванный в сентябре 1872 года Патриархом Константинопольским Анфимом VI собор, но делал всё возможное чтобы избежать принятия подготовленного решения, согласно которому Болгарский экзархат объявлялся 18 (30) сентября схизмой, а его приверженцы отлучались от Церкви.
14 сентября Патриарх Кирилл вернулся в Иерусалим под предлогом встречи с великим князем Николаем Николаевичем, который изъявил желание прибыть на Святую землю. При этом он не оставил вместо себя заместителя на соборе и, таким образом, никто от Иерусалимской Патриархии не подписал акт о схизме. Вместе с тем, Синод Иерусалимской Церкви составил акт, которым выразил своё согласие с решениями Собора в Константинополе, призвав Патриарха подписать его, от чего тот отказался; в Антиохийском Патриархате ситуация была обратной: его архиереи высказались против объявления схизмы.
После отъезда великого князя Николая Николаевича 7 ноября 1872 года архиереи Иерусалимской церкви, за исключением митрополита Назаретского, отстранили патриарха Кирилла II от должности, объявив его сторонником схизматиков.
Вали Иерусалима Назиф-Паша на 18 декабря известил его, что Высокая порта одобрила его низвержение и ему велено незамедлительно отправиться  в порт Яффы, а оттуда с правительственным кораблём в Стамбул.
Патриарх Кирилл II тем не менее продолжал оставаться популярным среди своей бывшей паствы, особенно среди православных арабов. Через два года, прежде всего из-за требований православного арабского населения и духовенства 26 февраля 1875 года Священный Синод Иерусалимской патриархии отрешил от должности патриарха Прокопия II, несмотря на протесты Константинопольской Патриархии.
Арабы из Иерусалима просили бывшего патриарха Кирилла вновь выдвинуть свою кандидатуру на овдовевший патриарший престол, но в пастырском послании, опубликованном в газетах, он отклоняет это предложение, ссылаясь на старость.
Скончался 18 августа 1877 года.